# محسن الصفتي
محسن الصفتي ( - 1995) هو ممثل مصري، أشتهر بالأدوار الكوميدية ودور رجل الشرطة، ومن أشهر أعماله بطل من ورق.

## [4]أعماله[5]
بوابة المتولي
1994 - مسلسل
الحب بين قوسين
1993 - فيلم
العقيد يوسف
لعبة الفنجري
1993 - مسلسل
الطريق لمستشفى المجانين
1992 - فيلم
حكايات الغريب
1992 - فيلم
الرائد محمود عمار
أحلام في الهواء
1990 - مسلسل
أبدًا لن أنساه
1988 - سهرة تليفزيونية
بطل من ورق
1988 - فيلم
المقدم شوقي
إشراقة القمر
1987 - مسلسل
الاتهام
1987 - فيلم
ثمن الغربة
1987 - فيلم
علي ضابط مباحث
المحترفون
1986 - فيلم
عطشان يا صبايا
1986 - مسلسل
صح النوم
1985 - مسلسل
الجلاد والحب
1984 - مسلسل
غابة من الأسمنت
1984 - مسلسل
على باب الوزير
1982 - فيلم
ضابط الشرطة فايز
الحلوة
1980 - مسلسل
الضابط محفوظ
صغيرة على الحب
1966 - فيلم
راقص بالاستعراض
امراة خطرة
1993 - مسلسل
دعوة أم
0 - سهرة تليفزيونية
جميل
رجال مسلمون الإمام أبو حنيفة
0 - مسلسل
عبد الله بن مسعود
0 - سهرة تليفزيونية
وتبقى الذكريات
0 - سهرة تليفزيونية